# 차오난구

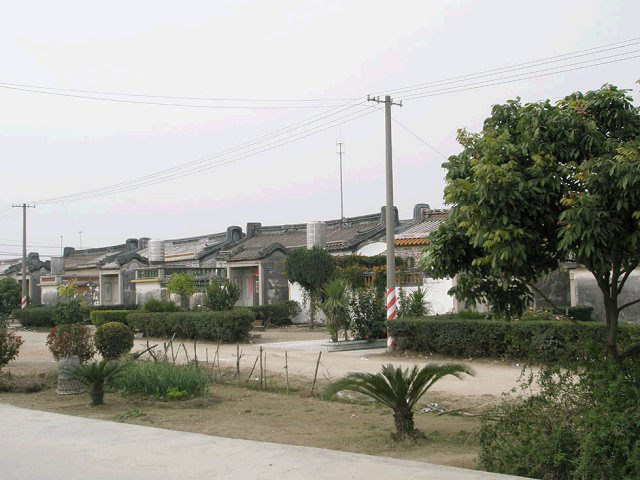

차오난구(한국어: 조남구, 중국어: 潮南区, 병음: Cháonán Qū)는 중화인민공화국 광둥성 산터우 시의 현급 행정구역이다. 넓이는 596km2이고, 인구는 2007년 기준으로 1,230,000명이다.

## 기후
연평균 기온은 21.6°C이고 연평균 강수량은 1700mm이다.

## 행정 구역
1개 가도, 10개 진을 관할한다.
- 가도: 峡山街道.
- 진: 井都镇, 陇田镇, 雷岭镇, 成田镇, 红场镇, 胪岗镇, 两英镇, 仙城镇, 陈店镇, 司马浦镇.